# Каменномысское-море
«Каменномысское-море» — крупное месторождение природного газа, расположенное в Ямало-Ненецком автономном округе России, в акватории Обской губы между мысами Каменный и Парусный. Прогнозируемый уровень добычи составляет 15 млрд кубометров в год. Разработку месторождения ведет ООО «Газпром добыча Ямбург».

## Характеристики
Газовое месторождение «Каменномысское-море» было открыто в 1981 году скважиной № 4 Главтюменьгеологии. Газовая залежь была пробурена в 2000 году скважиной № 2.
Глубина моря возле месторождения изменяется в интервале 11-17 метров. Протяжённость месторождения оценивается в 56 км, общая площадь составляет 825,4 кв. километров.
По размеру запасов газа месторождение «Каменномысское-море» относится к категории уникальных: объем оценивается в 555 млрд кубометров (по сумме категорий С1 и С2). Прогнозируемый уровень добычи составляет 15 млрд кубометров в год в течение 13 лет.

## Освоение
Газовое месторождение «Каменномысское-море» было открыто в 1981 году скважиной № 4 Главтюменьгеологии. Газовая залежь была пробурена в 2000 году скважиной № 2.
Глубина моря возле месторождения изменяется в интервале 11-17 метров. Протяжённость месторождения оценивается в 56 км, общая площадь составляет 825,4 кв. километров.
По размеру запасов газа месторождение «Каменномысское-море» относится к категории уникальных: объем оценивается в 555 млрд кубометров (по сумме категорий С1 и С2). Прогнозируемый уровень добычи составляет 15 млрд кубометров в год в течение 13 лет.

## Стационарная платформа
ЛСП «А» — ледостойкая стационарная платформа, которая строится для освоения месторождение «Каменномысское-море». Габариты: длина — 135 метров, высота (от основания до вертолетной площадки) — 41 метр, общий вес 40 тыс. тонн.
С платформы планируется построить 33 основные наклонно-направленные эксплуатационные скважины. В перспективе к ним добавятся еще 22 скважины, которые будут строиться с трех саттелитных блок-кондукторов, не требующих постоянного присутствия персонала.
Моделирование и проектирование платформы учитывает сложные природные условия, в которых она будет располагаться. Для защиты от мощного льда основание платформы спроектировано в клиновидной форме. Практически все оборудование размещается внутри корпуса, чтобы не допустить негативного влияние от ветра и низких температур. Из соображений экологической безопасности задействована система «нулевого сброса»: все отходы будут вывозиться и утилизироваться за пределами района.
Строительство платформы ведется методом «распределенной верфи». В производстве участвую предприятия Объединенной судостроительной корпорации в Астрахани, Екатеринбурге и ряде других городов. Также в проекте задействованы северодвинские предприятия Севмаш и «Звёздочка». Окончательная сборка платформы будет проведена в Калининграде.